# José Tolentino de Mendonça
Mons. José Tolentino Calaça de Mendonça (* 15. prosince 1965, Machico, Madeira) je portugalský římskokatolický kněz a biskup, kardinál, prefekt Dikasteria pro kulturu a vzdělávání.

## Život
Narodil se 15. prosince 1965 v Machicu, na ostrově Madeira.
Dne 28. července 1990 byl vysvěcen na kněze.
Roku 1989 získal na lisabonské Katolické univerzitě v Portugalsku licenciát z teologie a roku 1992 na Papežském biblickém institutu licenciát z biblických věd.
Roku 2004 získal na Katolické univerzitě v Portugalsku doktorát z biblické teologie.
Poté působil jako profesor diecézního semináře ve Funchalu, rektor stejného semináře, vicerektor a profesor Katolické univerzity v Portugalsku a profesor Katolické univerzity v Pernambuco a Rio de Janeiro.
Roku 2011 se stal poradcem Papežské rady pro kulturu.
Dne 26. června 2018 jej papež František jmenoval knihovníkem Vatikánské apoštolské knihovny, archivářem Vatikánského tajného archivu a titulárním arcibiskupem ze Suavy. Biskupské svěcení přijal 28. července 2018 z rukou kardinála Manuela Josého Macária do Nascimento Clemente a spolusvětiteli byli kardinál António Marto a biskup Teodoro de Faria.
Dne 5. října 2019 jej papež František jmenoval kardinálem–jáhnem ze Ss. Domenico e Sisto.
26. září 2022 jej papež František jmenoval prefektem nově vzniklého Dikasteria pro kulturu a vzdělávání.